# Amalia, Novi Meksiko
Amalia je neuključeno područje u okrugu Taosu u američkoj saveznoj državi Novom Meksiku. Nalazi se blizu granice sa saveznom državom Coloradom i državne ceste br. 196. 
U Amaliji se nalazi poštanski ured, ZIP koda 87512. Tabulacijsko područje ZIP koda 87512 imalo je 230 stanovnika prema popisu 2000. godine.

## Stanovništvo
Nije posebno zabilježena u podatcima popisa stanovništva 2010. godine.

## Vanjske poveznice
- Amalia Populated Place Profile / Taos County, New Mexico Data (eng.)